# 30431 Michaeltran
30431 Michaeltran è un asteroide della fascia principale. Scoperto nel 2000, presenta un'orbita caratterizzata da un semiasse maggiore pari a 2,2689069 UA e da un'eccentricità di 0,1310951, inclinata di 5,81074° rispetto all'eclittica.